# Malo (Waszyngton)
Malo – jednostka osadnicza w Stanach Zjednoczonych, w stanie Waszyngton, w hrabstwie Ferry.